# Sven Burholt
Sven Gunnar Burholt, född 7 december 1927 i Stockholm, död 1 juli 2008 i Västerleds församling, Stockholm, var en svensk arkitekt.
Burholt, som var son till filosofie doktor Viktor Johansson och Lisa Eriksson, avlade studentexamen 1947 och utexaminerades från Kungliga Tekniska högskolan 1953. Han anställdes hos arkitekt Curt Björklund 1953 och hos arkitekt Lennart Björklund från 1958.